# Raid motorisé
Un raid motorisé est une épreuve dérivée du rallye raid, mais mettant davantage l'accent sur la notion de navigation et de régularité. 
La vitesse n'est ainsi pas prise en compte. Ce type d'épreuves devient de plus en plus populaire, et permet de séduire nombre de pilotes amateurs n'ayant pas les moyens financiers, techniques ou physiques de participer à un rallye-raid. 
Les véhicules utilisés peuvent être des motos, des quads ou encore des autos.
Ce genre d'épreuve est en général plus convivial qu'un rallye-raid, et a parfois un but humanitaire. 

## Exemples

### XIXesiècle
- Le Paris-Brest-Paris (1891, quadricycle Peugeot Type 3 piloté par Rigoulot ingénieur et Doriot contremaître)

### XXesiècle
- Delhi-Bombay (1904, du 26 décembre au 2 janvier, gagné par Marc Sorel sur De Dietrich)
- Pékin-Paris (1907)
- New York-Paris (1908)
- New York-Seattle (1909)
- Croisière noire (1924-1925)
- Croisière jaune (1931-1932)
- Croisière blanche (1934)
- Croisière technique africaine (1934)

### XXIesiècle
- Le 205 Trophée, raid humanitaire dédié aux Peugeot 205 ;
- Le Rallye Aïcha des Gazelles, rallye-raid 100 % féminin, en hors piste, dont le but est de pointer des balises en parcourant le moins de km (créé en 1990) ;
- Le 4L Trophy, raid étudiant réservé aux Renault 4 ;
- Europ'Raid, premier raid-aventure en Europe: 10000 km - 20 pays - 23 jours ;
- Le Bab el Raid, raid ouvert à toutes et à tous, réservé aux véhicules 2 roues motrices (créé en 2016) ;
- Le 205 Africa Raid, raid réservé aux Peugeot 205 (depuis 2004) ;
- Le Mongol Rally, raid humanitaire (depuis 2004) ;
- La TransAfricaine Classic, de Paris à Dakar (depuis 2006) ;
- La Légende des héros, raid réservé aux Yamaha XT 500 ;
- Le G4 Challenge, raid réservé aux Land Rover, qui se dispute aussi à vélo et en canoë ;
- La Revanche des Nanas, raid réservé aux femmes ;
- La Transchameau Aventure, raid sportif en quad et moto au GPS en Mauritanie (depuis 2003) ;
- Le SuperCinqRaid Mroc, raid solidaire en super 5 ouvert à tous ;
- Le GAM, rallye-raid hors-piste, aux origines de la navigation. Équipages mixtes ou 100% hommes (créé en 2017).